# 三羰基环戊二烯基铼
三羰基环戊二烯基铼是一种金属有机化合物，化学式为Re(CO)3Cp（Cp为环戊二烯基）。它可由十羰基二铼在双环戊二烯中回流制得，或通过五羰基氯化铼和环戊二烯基钠或环戊二烯基铊反应得到。它在乙腈中和六氟磷酸硝酰反应，可以得到CpRe(CO)2(NO)(PF6)。